# Аноксенйоки
Аноксенйоки, в верхнем течении — Аноксеноя — река в России, протекает по Суоярвскому району Карелии. Устье реки находится в 10 км по правому берегу реки Муаннонйоки (озеро Юля-Сулкиоярви). Длина реки составляет 14 км.

## Данные водного реестра
По данным государственного водного реестра России относится к Балтийскому бассейновому округу, водохозяйственный участок реки — Водные объекты бассейна Ладожского озера без рек Волхов, Свирь и Сясь, речной подбассейн реки — Нева и реки бассейна Ладожского озера (без подбассейна Свирь и Волхов, российская часть бассейнов). Относится к речному бассейну реки Нева (включая бассейны рек Онежского и Ладожского озера).
Код объекта в государственном водном реестре — 01040300212102000011211.